# Wassel (pouce)
 (septembre 2012).
Pour les articles homonymes, voir Wassel.
La classification de Wassel est un système de classement des modes de duplication du pouce. La duplication du pouce est une des anomalies congénitales les plus fréquentes au niveau de la main (polydactylie préaxiale).
Wassel[Qui ?] a proposé [Quand ?] une classification basée sur le niveau osseux de division, qui distingue sept différents types.

## Les 7 types de duplication selon le système de Wassel
Basée sur la radiologie, elle prend en compte le siège de la duplication sur le squelette :
- I : phalange distale bifide
- II : duplication de la phalange distale à partir de l’inter-phalangienne
- III : phalange proximale bifide
- IV : duplication de la phalange proximale à partir de la métacarpo-phalangienne (la plus fréquente = 47 %)
- V : métacarpien bifide
- VI : duplication du métacarpien à partir de la trapézo métacarpienne
- VII : formes atypiques avec un pouce à 3 phalanges. La phalange supplémentaire peut être normale, triangulaire (Phalange Delta) ou losangique

### Classification complémentaire
Un autre groupe peut être ajouté : pouce surnuméraire de type rudimentaire ou flottant (Ikuta). Il faut également prendre en compte l’aspect équilibré ou déséquilibré de la duplication selon le volume respectif des pouces.

### Classement d'après la position
- Duplications distales : I, II et III de Wassel
- Duplications proximales : IV, V et VI de Wassel

## Traitement
Le traitement se résume rarement à une simple résection chirurgicale du pouce dupliqué. De nombreux facteurs influencent le résultat. Ainsi, la déviation, l'instabilité et la taille de chacun des deux hémipouces jouent un rôle.
- Duplications de groupe I et II : en principe, le traitement consiste en une fusion des deux hémipouces.
- Dans les variantes « proximales » de ces duplications, la résection de l’un des deux hémipouces est le plus souvent requise, associée, suivant les cas à une ostéotomie, une réinsertion ligamentaire et à un réétoffage avec un lambeau prélevé sur l’hémipouce dupliqué. Le résultat n’est cependant jamais parfait : présence d'un arc de mobilité réduit à hauteur de la MCP (métacarpo-phalangienne) et/ou de l’IP (l’inter-phalangienne).

## Sources
- Polydactylie préaxiale, duplication du pouce
- Duplications du pouce, article de G. Dautel et S. Barbary, Unité fonctionnelle de chirurgie de la main de l’enfant, CHU de Nancy, 2008.07.027.
- Traitement chirurgical des duplications du pouce, Annales de chirurgie de la main et du membre supérieur, 1995, vol. 14, no 6, ISSN 1153-2424
- (en) Hand, Congenital Hand Deformities, Donald R Laub Jr, MS, MD, FACS, Associate Professor, Departments of Surgery and Pediatrics, University of Vermont College of Medicine, Jan 13, 2010
- (en) Polydactyly of thumb Opérations et illustrations, y compris des duplications de Wassel